# Ráth György-villa
A Ráth György-villa az Iparművészeti Múzeum egyik fiókintézménye Budapest VI. kerületében (korábban itt Hopp Ferenc Ázsiai Művészeti Múzeum filiája is volt). A villa 2018. szeptember 14-től A mi szecessziónk című állandó kiállítással nyitotta meg újra kapuit, mely az Iparművészeti Múzeum szecessziós gyűjteményének legjelentősebb darabjait mutatja be, és teszi elérhetővé az Iparművészeti Múzeum főépületének rekonstrukciós munkálatai alatt is a nagyközönség számára, egyúttal méltó emléket állítva Ráth Györgynek, a múzeum első igazgatójának.

## Épülete
Egy 1880-ban épült eklektikus villában nyert elhelyezést Budapest VI. kerületében, a Terézvárosban, a Városligeti fasor 12-es számú épületében.

## Története
Ráth György (1828–1905) az Iparművészeti Múzeum első főigazgatója volt. Műgyűjteménye révén, mely a korszak egyik legjelentősebb polgári gyűjteménye volt, széleskörű elismertséget szerzett már a maga korában. Mint rajta kívül sokakat, tevékenységében őt is a lakberendezés vezérelte.1901-ben vásárolta meg a Városligeti villát, amit feleségével együtt műtárgyakkal rendezett be. Az épületet Györgyi Géza alakította át, a lépcsőkorlátot a századforduló kiváló vasművésze, Jungfer Gyula készítette, a lépcsőház és a hall bútorzatát pedig a magyar szecesszió kiemelkedő egyénisége, Horti Pál elképzelései alapján készítették.
Ráth minden javát feleségére, Melcsiczky Gizellára hagyta. Célját, hogy gyűjteménye az Iparművészeti Múzeum tulajdonába kerüljön, özvegye valósította meg, aki úgy döntött, hogy ajándékba adja a tárgyakat, azzal a kikötéssel, hogy “Ráth György Múzeum név alatt együttes és oszthatatlan, nyilvános jellegű egészet képezzenek s az Országos Magyar Iparművészeti Múzeum kiegészítő részét alkossák, valamint, hogy annak kezelése alatt álljanak.” Ennek eredményeként Ráth gyűjteményéből a fasori villában létrehozták az Országos Ráth György Múzeumot. A főváros új látványosságát 1906 novemberében ünnepélyes keretek között mutattak be a sajtó képviselőinek, de az uralkodó, Ferenc József is megtekintette azt 1907. január 8-án.
A Ráth Múzeum önállóságának és gyűjteményeinek felszámolása a második világháborút követően, a proletárdiktatúra létrejöttével és a szocialista ideológia előretörésével kezdődött: egy nagypolgári lakásberendezés fenntartása, azaz a “Ráth Múzeum önálló Múzeum felállítása ideológiai és didaktikus szempontból teljesen indokolatlan, sőt káros is lenne.”
1954 elején a múzeum épülete a Hopp Ferenc Kelet-Ázsiai Múzeum kezelésébe került; megnyitották a Kína kiállítást és a múzeum neve is Kína Múzeum lett. Az intézmény eredeti leltárába tartozó műtárgyakat különböző múzeumi gyűjteményekbe (Szépművészeti Múzeum, Magyar Nemzeti Múzeum, Magyar Nemzeti Galéria, Hopp Ferenc Kelet-Ázsiai Múzeum, Iparművészeti Múzeum) olvasztották be. Az épület a rendszerváltást követően visszakapta eredeti nevét, és továbbra is keleti kiállításoknak adott otthont, egészen bezárásáig, 2014-ig. Ráth Györgyre ekkor már csak a rekonstruált ebédlőben megnyitott emlékszoba emlékeztetett.
A villa 2018 szeptember 14-től Ráth György-villa néven, A mi szecessziónk című állandó kiállítással nyitotta meg újra kapuit, mely az Iparművészeti Múzeum szecessziós gyűjteményének legjelentősebb darabjait mutatja be, és teszi elérhetővé az Iparművészeti Múzeum főépületének rekonstrukciós munkálatai alatt is a nagyközönség számára, egyúttal méltó emléket állítva Ráth Györgynek, a múzeum első igazgatójának.

## Szervezete
A hagyatékból mindössze a kínai művészeti gyűjtemény maradt az Iparművészeti Múzeumnál, amelyet a múzeum kezdetben Kína Múzeum, majd 1953-tól újra Ráth György Múzeum néven működtetett. Kezdetektől a Ráth György Múzeum az Iparművészeti Múzeum filiáléja volt, 1955 óta múzeumi kiállítóhelyként üzemelt. Rendszeresen a Hopp Ferenc Kelet-ázsiai Művészeti Múzeum gyűjteményeiből rendeznek itt kiállításokat. 
2014. március elsejétől a Ráth György Múzeum a Hopp Ferenc Kelet-ázsiai Művészeti Múzeummal együtt a Szépművészeti Múzeum tagintézménye lett.
2018. szeptember 14-től az Iparművészeti Múzeum ismét megnyitotta az intézményt, immár Ráth György-villa néven.

## A villa állandó kiállítása
A villa az utolsó egyetemes stílus korát kelti életre. Entriőrökben kerül bemutatásra a szecesszió három meghatározó iránya, a brit, az osztrák és a francia szecesszió. Bugatti exkluzív bútorai révén a keleti művészet hatása, továbbá a századforduló magyar művészetében megjelenő erdélyi gyökerek és a magyar nemzeti múlt inspiráló szerepe ismerhető meg.
A szecessziós ebédlő és a fogadószoba századfordulós magyarországi otthonokba nyújt bepillantást, látványtári elrendezésben Zsolnay kerámiákat, Gallé és Tiffany üvegeket, Lalique ékszereket csodálhatnak meg a látogatók. Két kortárs üvegművész szecesszió-ihlette művei által Ráth szellemiségének megfelelően a régmúlt és a jelen alkotásai együtt lesznek jelen a villában.
A kiállításon szereplő közel 600 műtárgy az iparművészet minden ágát képviseli. Míg a hajdani képtár és a historizáló ebédlő rekonstrukciójával a 190 esztendeje született kitűnő polgári műgyűjtőre is emlékezünk.
A kiállítás programját szakmai és szubjektív tárlatvezetések, előadások, workshopok, műhelylátogatások és múzeumpedagógiai foglalkozások kísérik.